# José Aguilar
José Aguilar Pulsar, född 24 november 1958 i Guantánamo, död 4 april 2014 i Guantánamo, var en kubansk boxare som tog OS-brons i lätt welterviktsboxning 1980 i Moskva. I semifinalen förlorade han mot Serik Konakbaev från Sovjetunionen med 1-4.

### Fotnoter
1. ↑  Fallece exboxeador cubano medallista olímpico de Moscú-1980 Arkiverad 7 april 2014 hämtat från the Wayback Machine. (spanska)